# Jens Carstensen
Jens Carstensen (født 9. april 1943 i Nykøbing Falster) er en dansk matematiker og lærebogsforfatter, der siden 1967 har været ansat ved Tårnby Gymnasium.
Han er uddannet som cand.scient. i matematik fra Københavns Universitet i 1967. Han er forfatter og medforfatter til en lang række lærebøger i matematik.
Et lærebogssystem i matematik udgivet på forlaget SYSTIME, som Jens Carstensen har udviklet sammen med Jesper Frandsen, har stor udbredelse i den danske gymnasieskole.